# Bussière-Boffy
Bussière-Boffy ist eine Commune déléguée in der Gemeinde Val d’Issoire mit 283 Einwohnern (Stand: 1. Januar 2022) an der Issoire in Frankreich.  Die Ortschaft befindet sich in der Region Nouvelle-Aquitaine, im Département Haute-Vienne, im Arrondissement Bellac und im Kanton Bellac. Sie wurde mit Wirkung vom 1. Januar 2016 mit Mézières-sur-Issoire zur Commune nouvelle Val d’Issoire zusammengelegt.

## Geographie
Nachbarorte Gajoubert im Norden, Mézières-sur-Issoire im Nordosten, Nouic im Osten, Saint-Christophe im Süden, Lesterps im Südwesten, Brillac im Westen und Oradour-Fanais im Nordwesten.

## Geologie
Die vormalige Gemeindegemarkung von Bussière-Boffy überschneidet sich mit der Limousin-Tonalitlinie und enthält daher den sogenannten Bussière-Boffy-Quarzdiorit.

## Bevölkerungsentwicklung
| Jahr      | 1962 | 1968 | 1975 | 1982 | 1990 | 1999 | 2008 | 2013 |
| --------- | ---- | ---- | ---- | ---- | ---- | ---- | ---- | ---- |
| Einwohner | 562  | 509  | 440  | 364  | 321  | 332  | 347  | 330  |

## Sehenswürdigkeiten
- Kirche l'Assomption-de-la-Très-Sainte-Vierge (Mariä Himmelfahrt)

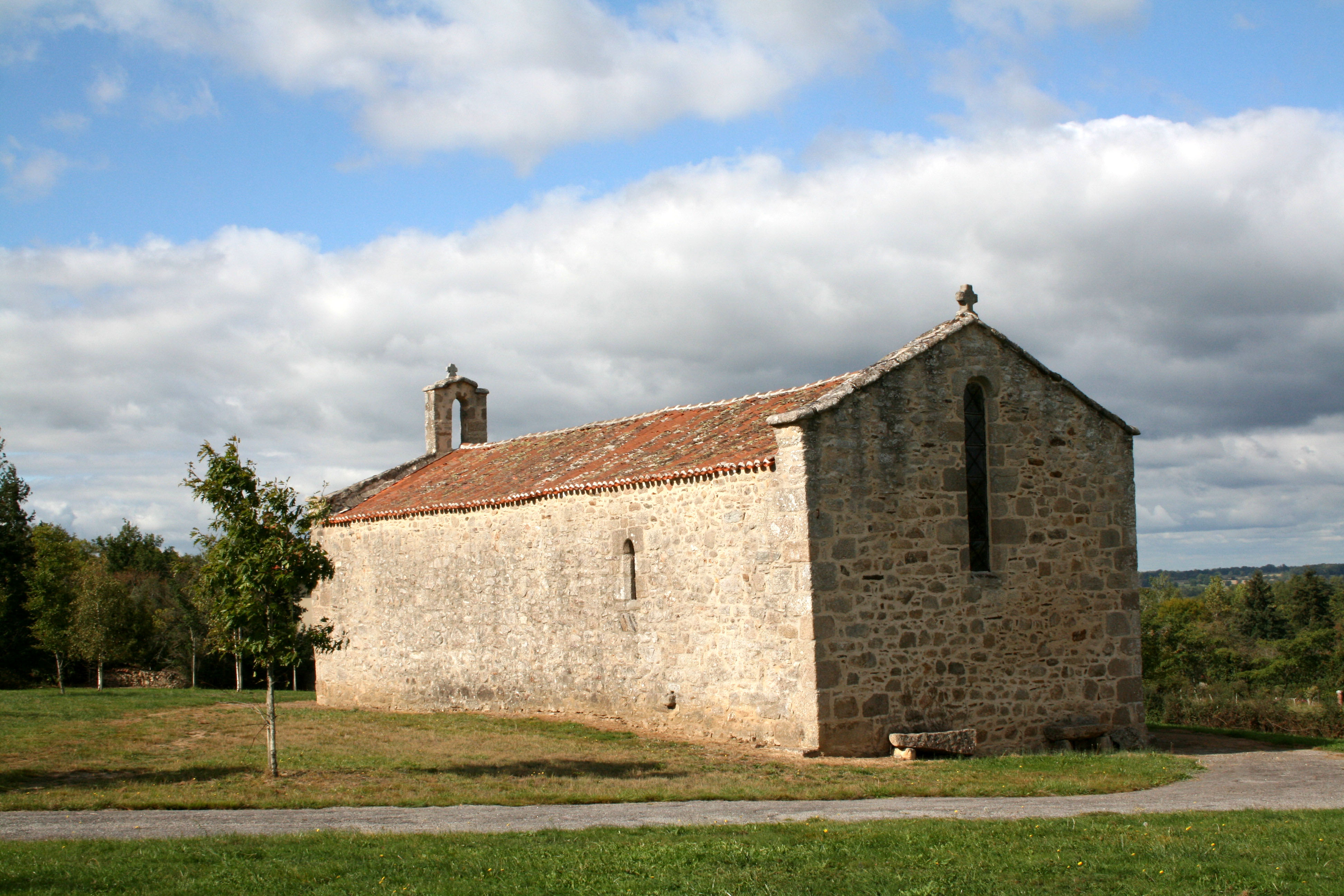
Kapelle Saint-Jean-Baptiste
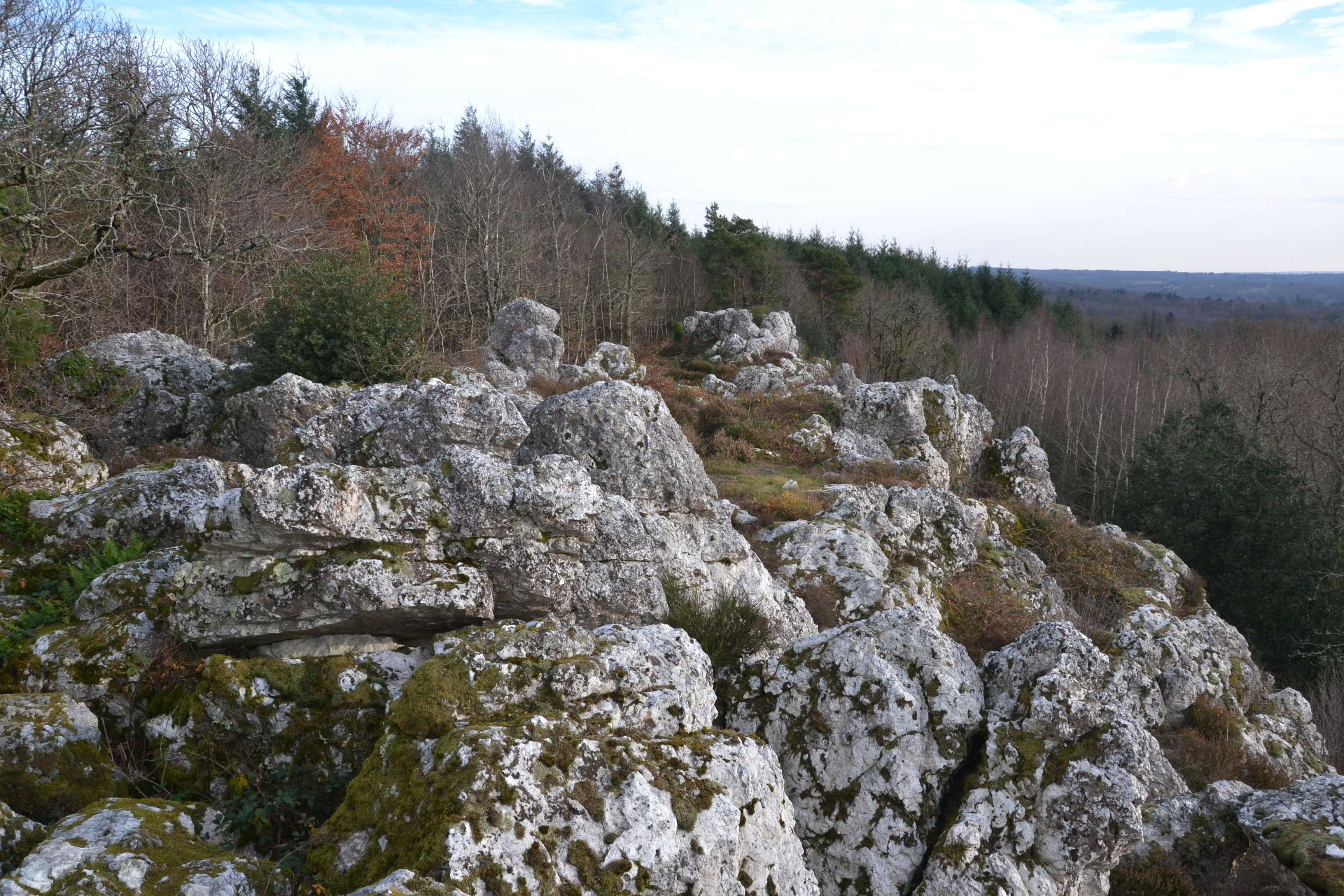
Felsformation Butte de Frochet bei Bussière-Boffy

- Kapelle Saint-Jean-Baptiste
- Felsformation Butte de Frochet bei Bussière-Boffy